# Садатару Хираока
Садатаро Хираока (19 юли 1863 – 26 август 1942) е третият директор на префектурата Карафуто (11 юни 1908 – 3 юни 1914), и 17-ият губернатор на префектура Фукушима (1906 – 1908). Той е от провинция Харима и е завършва университета в Токио.  Юкио Мишима е негов внук.